# Figulus sulcicollis
Figulus sulcicollis es una especie de coleóptero de la familia Lucanidae.

## Distribución geográfica
Habita en Australia y Nueva guinea.